# Rhopalorhynchus tenuissimus
Rhopalorhynchus tenuissimus är en havsspindelart som först beskrevs av Haswell, W.A. 1884.  Rhopalorhynchus tenuissimus ingår i släktet Rhopalorhynchus och familjen Colossendeidae. Inga underarter finns listade i Catalogue of Life.